# (16724) Ullilotzmann
(16724) Ullilotzmann est un astéroïde de la ceinture principale aréocroiseur.

## Description
(16724) Ullilotzmann est un astéroïde aréocroiseur. Il présente une orbite caractérisée par un demi-grand axe de 2,79 UA, une excentricité de 0,44 et une inclinaison de 29,8 par rapport à l'écliptique.

## Compléments